# Dương Quân (Bắc Ngụy)
Dương Quân (chữ Hán: 杨钧, ? - 524), người Hoa Âm, Hoằng Nông , quan viên nhà Bắc Ngụy.

## Thân thế
Quân là thành viên của sĩ tộc họ Dương ở quận Hoằng Nông. Sĩ tộc họ Dương tự nhận là hậu duệ của Thúc Hướng (叔向) thuộc Dương Thiệt thị, nước Tấn thời Xuân Thu; người đầu tiên phát tích là Dương Sưởng (杨敞) – con rể của Tư Mã Thiên, làm đến thừa tướng thời Hán Chiêu đế. Cuối đời Đông Hán, cháu 4 đời của Sưởng là Dương Chấn làm đến Thái úy, con của Chấn là Bỉnh, con của Bỉnh là Tứ, con của Tứ là Bưu đều làm Thái úy, đương thời gọi là "tứ thế thái úy".
Hoạn lộ của sĩ tộc họ Dương chịu ảnh hưởng nặng nề sau khi con của Bưu là Tu bị Tào Tháo giết chết; về sau một nhánh hậu duệ khác của Dương Chấn là anh em ngoại thích Dương Tuấn, Dương Diêu bị hoàng hậu Giả Nam Phong tru di tam tộc. Sau loạn Vĩnh Gia, người nổi bật nhất của họ Dương là Dương Thuyên Kỳ – cháu 5 đời của Dương Tu – bị Hoàn Huyền đánh bại, con cháu họ Dương phải lánh nạn. Đến khi Lưu Dụ lật đổ Hoàn Huyền, con em của Thuyên Kỳ mới dám quay trở về, nhưng không bao giờ có được vai trò quan trọng ở Nam triều.
Ở Bắc triều, người thành đạt nhất là Ung Châu thứ sử, Hoa Âm Tráng bá Dương Bá nhà Bắc Ngụy. Nhà sử học Đường Trường Nhụ không tìm thấy bằng chứng xác nhận hay phản bác nhánh họ Dương của Dương Bá có liên hệ với sĩ tộc họ Dương, đến ngày nay càng không thể phân biệt thật giả.
Bá là anh họ (tộc huynh) của Quân. Chắt của Quân là Dương Tố, danh tướng nhà Tùy, được xem là người nổi tiếng nhất của sĩ tộc họ Dương ở quận Hoằng Nông trong lịch sử Trung Quốc.

## Cuộc đời
Quân học rộng biết nhiều, rất có tài năng, được cử Tú tài, nhận chức Đại Lý bình, rồi chuyển làm Đình úy chánh. Từ đó Quân được thăng làm Trường Thủy hiệu úy, Trung lũy tướng quân, Lạc Dương lệnh, Tả trung lang tướng.
Sau đó Quân được ra làm Trung Sơn thái thú, Hoa Châu đại trung chánh, rồi vào triều làm Tư đồ tả trưởng sử; lại ra làm Từ Châu, Đông Kinh Châu thứ sử, rồi lại vào triều làm Hà Nam doãn, Đình úy khanh. Quân tiếp tục được ra làm Hằng Châu thứ sử, An bắc tướng quân, chuyển làm Hoài Sóc trấn tướng. Quân ở nhiệm sở có tiếng là lão luyện, được thăng làm Phủ quân tướng quân, Thất binh thượng thư, Bắc đạo hành đài.
Vào lúc nghĩa quân Lục trấn bao vây trấn thành (524), Quân mất, được tặng Sứ trì tiết, Tán kỵ thường thị, Xa kỵ đại tướng quân, Tả quang lộc đại phu, Hoa Châu thứ sử; về sau lại được tặng Thị trung, Tư không công, truy phong Lâm Trinh huyện bá, thụy là Cung.

## Gia đình
- Ông nội là Dương Huy, ban đầu làm Khố bộ cấp sự, dần được thăng đến lạc Châu thứ sử; được tặng Hoằng Nông công, thụy là Giản.
- Cha là Dương Ân, làm đến Hà Gian thái thú.
- Con trai trưởng là Dương Huyên, tự Tuyên Hòa, làm đến Gián nghị đại phu, giữ chức Biệt tướng theo Quảng Dương vương Nguyên Uyên đánh dẹp Cát Vinh, thất bại bị giết, được tặng Điện trung thượng thư, Hoa Châu thứ sử.
Huyên sanh Dương Phu, Phu sanh Dương Tố.
- Con trai thứ là Dương Mục, tự Thiệu Thúc, thời Hiếu Trang đế được làm Hoa Châu biệt giá. Cuối thời Hiếu Vũ đế, Mục được em trai Khoan nhường tước Trừng Thành huyện bá, về sau được nhận vị là Trung quân tướng quân, Kim tử quang lộc đại phu, trừ chức Xa kị tướng quân, Đô đốc Tịnh châu chư quân sự, Tịnh Châu thứ sử. Mục mất ở nhà, được tặng Phiếu kỵ đại tướng quân, Khai phủ nghi đồng tam tư, Hoa Châu thứ sử.
- Con trai thứ 3 là Dương Kiệm (? – 542), tự Cảnh Tắc. Kiệm dung mạo khôi ngô, có tài năng và đức hạnh. Thời Tuyên Vũ đế, Kiệm rời nhà làm Thị ngự sử, được gia Phụng triều thỉnh, thăng làm Viên ngoại Tán kỵ thị lang. Thời Hiếu Minh đế, Kiệm được trừ chức Trấn viễn tướng quân, Đốn Khâu thái thú. Thời Hiếu Trang đế, Kiệm được kiêm Cấp sự Hoàng môn thị lang, Tả tướng quân, Thái phủ thiếu khanh. Nguyên Hạo chiếm Lạc Dương, cho Kiệm thụ chức Phủ quân tướng quân. Hiếu Trang đế giành lại Lạc Dương, Kiệm bị phế chức, phải quay về nhà; sau đó lại được nhận chức Tán kỵ thường thị, Đô đốc Dĩnh Châu chư quân sự, Dĩnh Châu thứ sử. Khoảng năm 531, Kiệm được gia chức Bình (hoặc Chinh) nam tướng quân, Kim tử quang lộc đại phu, bãi chức ở châu. Đầu thời Hiếu Vũ đế, Kiệm được trừ chức Vệ tướng quân, Bắc Ung Châu thứ sử. Kiệm cai trị khoan dung, quan hệ Hán – Hồ được an tĩnh. Kiệm theo Hiếu Vũ đế chạy vào Quan Trung, được trừ chức Thị trung, Phiếu kị tướng quân. Đầu thời Tây Ngụy Văn đế, Kiệm được giữ bản quan mà làm Hành Đông Tần châu sự, gia Sứ trì tiết, Đương Châu đại đô đốc. Tham gia chiến thắng Sa Uyển, Kiệm được phong Hạ Dương huyện hầu, thực ấp 800 hộ. Năm 541, Kiệm được lãnh chức Đại thừa tướng phủ Tư nghị tham quân, ra làm Đô đốc Đông Ung, Hoa 2 châu chư quân sự, Phiếu kỵ đại tướng quân, Khai phủ nghi đồng tam tư, Hoa Châu thứ sử. Năm 542, Kiệm mất ở nhà, được tặng bản quan, thụy là Tĩnh.
Kiệm sanh Dương Dị, Dị sanh Dương Kiền Tốn.
- Con trai thứ tư là Dương Khoan, tự Mông Nhân.
Khoan sanh Dương Văn Ân, Dương Kỷ.